# Alenia Aermacchi M-346
Alenia Aermacchi M-346 Master – włoski samolot szkolno-treningowy; dostępna jest również uzbrojona wersja M-346FA. Produkowany przez włoskie konsorcjum Alenia Aermacchi, dzisiaj Leonardo.

## Historia

### Geneza

#### MAKO

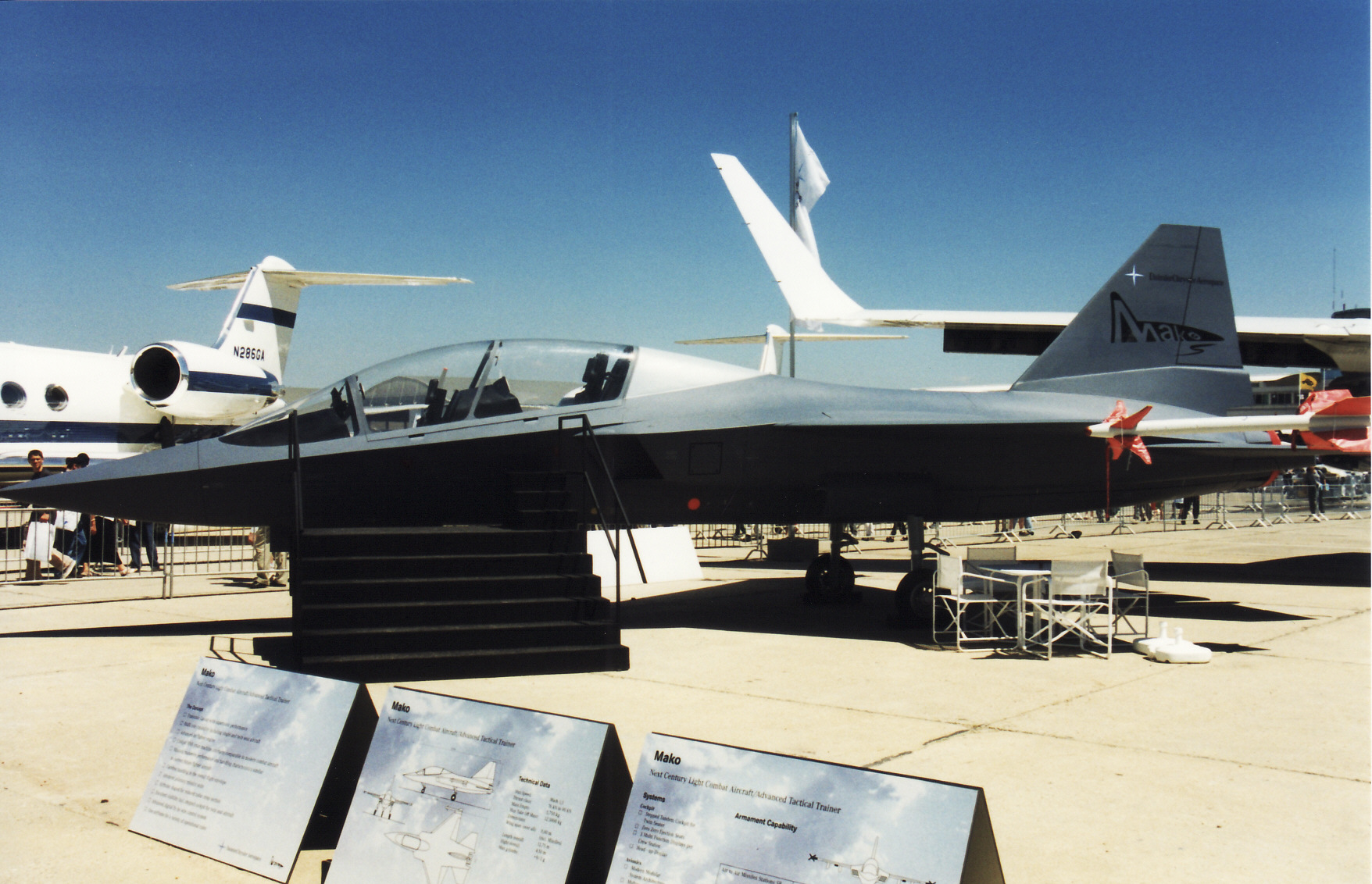
Makieta MAKO/HEAT prezentowana podczas Międzynarodowego Salonu Lotniczego w Paryżu w 1999 roku

Korzenie samolotu M-346 sięgają lat 80. XX wieku, gdy w ramach europejskiego programu badawczego New Technology Trainer (NTT) rozpoczęto prace badawczo-rozwojowe, mające na celu zaprojektowanie i zbudowanie nowego, wojskowego samolotu szkolnego-treningowego. W projekt, obok niemieckiego Dorniera i DAS-y (Deutsche Aerospace) oraz francuskiego Dassault Aviation zaangażowana została również włoska Aermacchi. W 1985 roku zawarto porozumienie o współpracy, którego efektem była studyjna koncepcja jednosilnikowego samolotu treningowego o masie rzędu 4500 kg. Cztery lata później, w 1989 roku wykorzystując doświadczenia zebrane podczas trwania programu NTT rozpoczęto kolejny projekt, znany jako Advanced Trainer AT-2000 (Advanced Trainer 2000) (AT-2000). W projekcie AT-2000 uczestniczyły firmy Diehl Aerospace, Saab Group, Hellenic Aerospace Industry, Dassault Aviation oraz Aermacchi. W ramach AT-2000, włoscy inżynierowie przedstawili projekt niewielkiej maszyny o prędkości poddźwiękowej, napędzanej dwoma silnikami odrzutowymi bez dopalaczy. Ich koncepcja nie zyskała jednak uznania i wspólnym efektem prac w ramach AT-2000 był projekt samolotu szkolno-treningowego znany jako MAKO/High Energy Advanced Trainer (MAKO/HEAT). MAKO miał być dwumiejscowym samolotem szkolno-treningowym o masie własnej około 6 ton, zdolnym do osiągania prędkości naddźwiękowej, napędzanej pojedynczym silnikiem turbowentylatorowym General Electric F414M o ciągu 55,6 kN wyposażonym w dopalacz (z dopalaniem 75,5 kN). Obok wersji treningowej, projektowana była również lekka jednomiejscowa wersja bojowa MAKO LCA (Light Combat Aircraft). W przypadku znalezienia odbiorców samolotu i uruchomienia jego produkcji seryjnej, Aermacchi miała być odpowiedzialna za budowę skrzydeł i części kadłuba MAKO. Rozbieżności pomiędzy koncepcją, która zwyciężyła w programie AT-2000 a wizją nowego samolotu szkolno-treningowego jaka powstała w Aermacchi były na tyle duże, że w listopadzie 1992 roku włoska wytwórnia zrezygnowała z udziału w dalszych pracach nad MAKO. Po odejściu jednego z głównych kooperantów AT-2000, cały program znacząco spowolnił i ostatecznie w 2009 roku, z powodu wciąż wzrastających kosztów został anulowany, a MAKO pozostał jedynie w formie pełnowymiarowej makiety.

#### Jak-130

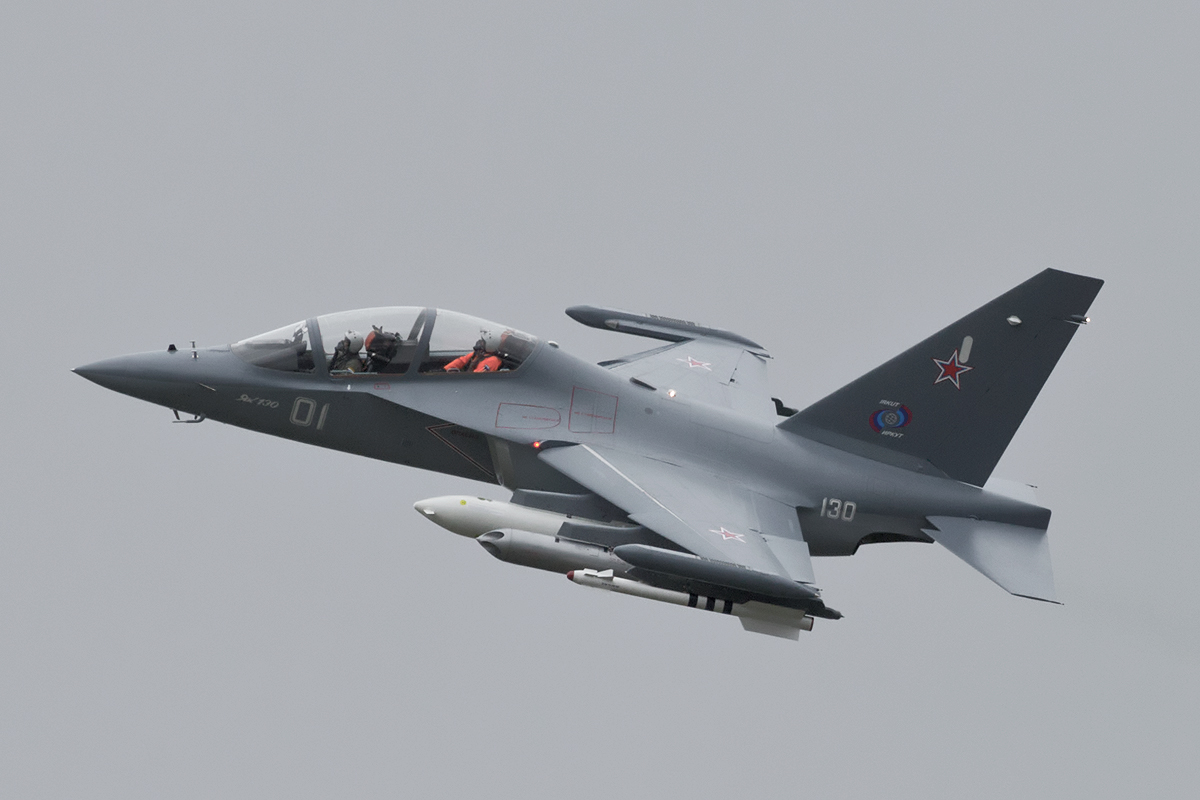
Jak-130

Jeszcze w trakcie udziału w programie AT-2000, w maju 1993 roku, Aermacchi zawarła porozumienie z rosyjskim biurem konstrukcyjnym im. A.S. Jakowlewa i słowackim producentem silników lotniczych Považské Strojárne Letecké Motory. Porozumienie zakładało współpracę przy budowie nowego, dwusilnikowego samolotu szkolno-treningowego, oznaczonego jako Jak-130 (po stronie rosyjskiej) i AEM-130 (po stronie włoskiej). Włoski partner miał początkowo odpowiadać za wyposażenie i budowę kabiny nowego samolotu oraz jego awionikę, zapożyczoną z najnowszego wówczas MB-339FN. Udział słowackiego przedsiębiorstwa wynikał z początkowego założenia, iż samolot będzie napędzany dwoma silnikami turboodrzutowymi DV-2S słowackiej produkcji. Projekt miał bazować na wywodzącej się z 1990 roku konstrukcji UTS-Jak. Była to maszyna, którą biuro Jakowlewa zaprojektowała na potrzeby Sił Powietrznych Federacji Rosyjskiej, które poszukiwały samolotu przeznaczonego do szkolenia podstawowego i zaawansowanego, mającej zastąpić używane masowo czechosłowackiej produkcji samoloty Aero L-39 Albatros i Aero L-29 Delfín. Do konkursu przystąpiły wytwórnie Suchoj z projektem S-54, Miasiszczew z M-200, MiG z samolotem MiG-AT i Jakowlew z projektem UTS-Jak. W lipcu 1992 roku odrzucono projekty M-200 i S-54. Jakowlew był zdeterminowany by podjąć współpracę z włoskim producentem. Po rozpadzie Związku Radzieckiego zapaść ekonomiczna jaka ogarnęła kraj, postawiła pod dużym znakiem zapytania możliwości dalszego finansowania programu. Z drugiej strony, w samej Rosji istniała konkurencja dla konstrukcji Jakowlewa w postaci samolotu MiG-AT produkcji MiG-a. W lipcu 1992 roku podjęto decyzje o przeprowadzeniu prób porównawczych pomiędzy obydwoma samolotami. Pomimo tego, że w maju 1994 roku z rywalizacji zwycięsko wyszedł płatowiec Jakowlewa, wątpliwości co do tego, która z maszyn będzie produkowana, pozostały. Udział włoskiego przedsiębiorstwa, z perspektywy Rosjan, miał zapewnić potrzebny zastrzyk gotówki, który umożliwiłby dalsze prace. Korzyścią dla Aermacchi było wejście do programu na etapie gotowego, latającego samolotu bazowego, UTS-Jak, o dużym potencjale rozwojowym. Tym samym włoska wytwórnia uniknęła poniesienia dużych kosztów związanych z wstępnymi pracami nad projektem.
Udział włoskich konstruktorów miał swoje konsekwencje. Zmieniono konfiguracje aerodynamiczną płatowca oraz jego wewnętrzną konstrukcję kadłuba, polepszając tą drogą jego możliwości manewrowe i zwiększając prędkość. Zmniejszono długość samolotu o 41 cm oraz jego rozpiętość o 94 cm. Zmiany zostały zaakceptowane przez obydwie strony w lutym 1995 roku i przystąpiono do budowy głęboko zmodyfikowanego prototypu. Prototyp oraz pierwsze samoloty seryjne miały otrzymać słowackie silniki DV-2S o ciągu 24,5 kN każdy, tym niemniej, dzięki staraniom włoskich inżynierów i ich modyfikacjom, konstrukcja płatowca była również przystosowana do użycia silników zachodniego pochodzenia, takich jak Honeywell/ITEC F124 o ciągu 25 kN każdy lub Rolls-Royce Turbomeca Adour o ciągu 27 kN każdy. Aermacchi planowała również możliwość zastosowania nowoczesnych, zachodnioeuropejskich lub amerykańskich systemów, instalacji i awioniki. Podyktowane to było myślą o potencjalnych, zachodnich odbiorcach samolotu i w takim też świetle włoska wytwórnia widziała AEM/Jak-130D.
Zaplanowano budowę czterech egzemplarzy prototypowych, pierwszy z nich, oznaczony jako Jak-130D (Demonstrator) wzbił się do swojego pierwszego lotu 25 kwietnia 1996 roku. W latach 1996–1999 samolot wykonał 452 loty na terenie Rosji i we Włoszech, spędzając w powietrzu łącznie 300,4 godzin. Samolot zebrał dobre recenzje, w powietrzu zachowywał się poprawnie i nie odnotowano większych problemów. Zebrane podczas prób w locie doświadczenia zaowocowała głównie zmianami w konfiguracji aerodynamicznej płatowca. Między innymi usunięto niewielkie winglety znajdujące się na końcach skrzydeł. Okazało się, że powodują one wpadanie maszyny w niekontrolowane drgania. Dalsze plany, które zamierzano zrealizować już w docelowej, seryjnej konfiguracji, zakładały obniżenie dziobu samolotu w celu poprawy widoczności z kabiny, zmodernizowanie podwozia samolotu, osłonięcie pomocniczej jednostki napędowej ogniotrwałą przegrodą. Zmodyfikowanie krawędzi natarcia płatów, na skrzydłach, w części między napływami przykadłubowymi a płatem głównym, zamierzano zainstalować kierownice strug powietrza. Niewielkim modyfikacjom miała również ulec część ogonowa samolotu. Wprowadzone zmiany miały w rezultacie spowodować zmniejszenie wymiarów całej konstrukcji.
Do wspólnej realizacji dalszych planów nie doszło. W 1999 roku strony zakończyły współpracę. Oficjalnym powodem były zasadnicze różnice co do dalszej wizji rozwoju i wprowadzanych zmian w samolocie. Aermacchi postrzegała maszynę przede wszystkim jako produkt eksportowy. Stąd forsowanie otwartej architektury konstrukcji, podatnej na modyfikacje i zastosowanie różnych systemów w zależności od potrzeb potencjalnych nabywców. Nacisk na użycie awioniki i elementów wyposażenia zachodnioeuropejskiej lub amerykańskiej produkcji, droższych, ale cieszących się w tamtym okresie większym zaufaniem niż systemy radzieckiego lub rosyjskiego pochodzenia. Z kolei strona rosyjska widziała w samolocie przede wszystkim produkt skierowany na rynek krajowy, dla własnych sił powietrznych. Tym samym dążyła do zachowania dotychczasowej konfiguracji, samolot pierwotnie powstał pod kątem specyficznych wymagań Sił Powietrznych Federacji Rosyjskiej, różniących się od wizji jego rozwoju jaką miała wobec niego włoska wytwórnia. Porozumienie kończące współpracę umożliwiło Aermacchi odkupienie za sumę 77 mln USD całej dokumentacji technicznej jaka do tego momentu powstała. Z kolei Jakowlew liczył, że za uzyskane w ten sposób fundusze, uda mu się dokończyć projekt zgodnie z wymaganiami stawianymi przez rosyjskie siły powietrzne.

### M-346
Na podstawie posiadanej dokumentacji Aermacchi (w 2006 przekształcona w Alenia Aermacchi, dzisiaj Leonardo) opracowała własną wersję maszyny, modyfikując płatowiec, instalując swoje wyposażenie i wprowadzając zmiany związane z instalacją silników Honeywell.
Gotowy prototyp o numerze 001-X615 po raz pierwszy uruchomił silniki 13 kwietnia 2004 roku. Dwa tygodnie później, 28 kwietnia, maszyna z powodzeniem przeszła pierwsze, próbne kołowanie po płycie lotniska w Venegono Superiore. Oblot samolotu o oznaczeniu M-346 nastąpił 15 lipca 2004. W grudniu 2010 roku dwa pierwsze komercyjne egzemplarze maszyny (przeznaczone dla Włoskich Sił Powietrznych) zeszły z linii montażowej. W dniach 13–17 listopada 2011 roku, w wystawie Dubai Airshow uczestniczyły dwa włoskie Mastery. Jeden z nich T-346A, będący pierwszą maszyną zamówioną przez Włoskie Siły Powietrzne, był prezentowany na wystawie statycznej. Drugi z samolotów, M-346-001, pierwszy latający prototyp Mastera uczestniczył w pokazach w locie. 18 listopada, tuż po zakończeniu wystawy obydwa samoloty wystartowały w drogę powrotną do Włoch. Prototyp M-346-001 zaraz po starcie z lotniska w Dubaju, w wyniku awarii spadł do morza. W 2011 roku trwały intensywne badania zachowania się samolotu w warunkach bardzo wysokich temperatur powietrza. W tym celu Master został przebazowany do Kuwejtu, gdzie podczas trzytygodniowych badań, samolot wykonywał trzy loty dziennie w temperaturze powietrza przekraczającej +50 °C. Testowano również działanie systemów samolotu w trakcie prób naziemnych, kiedy to wnętrze nieosłoniętej kabiny maszyny nagrzewało się na słońcu do temperatury dochodzącej do +70 °C. Testy przebiegły pomyślnie i zgodnie z oczekiwaniami producenta. 11 maja 2013 roku w wyniku katastrofy utracono kolejną maszynę. Przedseryjny egzemplarz C.P.X617, za sterami którego siedział pilot Matteo Maurizio rozbił się niedaleko Piana Crixia w północnych Włoszech. Pilot zdołał się bezpiecznie katapultować, jednak doznał obrażeń podczas lądowania na spadochronie. Po katastrofie zawieszono loty M-346 na trzy miesiące. 

### M-346FT
Podczas odbywającego się w dniach 11–15 lipca 2016 roku Farnborough International Airshow zaprezentowano publicznie nową wersję samolotu, M-346FT (Fighter Trainer), zdolną do przenoszenia szerokiego wachlarza uzbrojenia. Fazę testów przeszły pociski IRIS-T, AIM-9L, bomby kierowane GBU-12, GBU-49, GBU-38 JDAM, GBU-39 SDB, zasobniki strzelecki. Z maszyną zintegrowano zasobnik celowniczy RecceLite. W dalszej kolejności producent przewiduje zastosowanie wyrzutnika flar/folii, łącza wymiany danych, szerokozakresowej radiostacji przeznaczonej do kodowanej łączności, urządzenia ostrzegającego załogę o opromieniowaniu radarem. Producent zaznacza, że państwa posiadające wersję szkolną AJT, będą mogły zmodernizować swoje samoloty do wersji uzbrojonej. Prowadzone są również prace mające na celu obniżenie skutecznej powierzchni odbicia radiolokacyjnego do poniżej 1 m². Aby uzyskać zakładany rezultat testowane są między innymi specjalne nakładki na zewnętrzne elementy samolotu, wkładki do wlotów powietrza i pokrycie owiewki kabiny warstwą złota.

### M-346FA

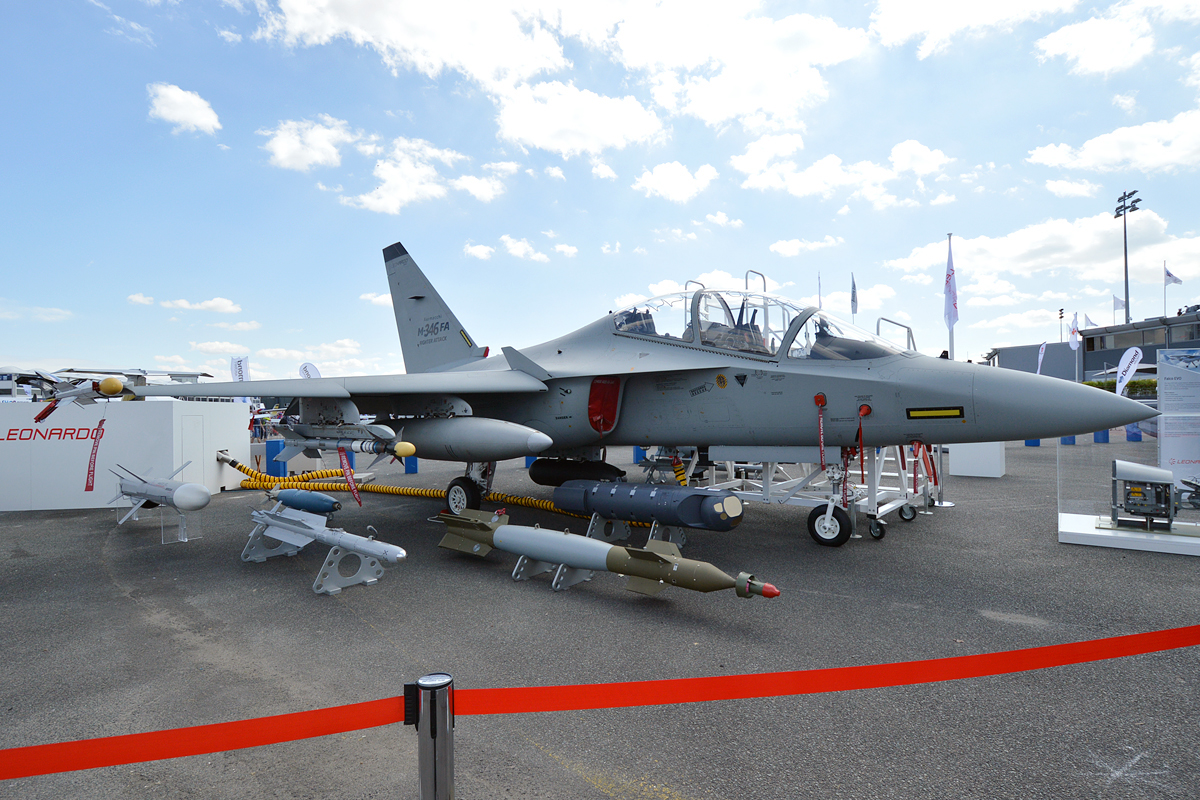
M-346FA prezentowany podczas Międzynarodowego Salonu Lotniczego w Paryżu w 2017 roku

Kolejną wersją samolotu jest zaprezentowany po raz pierwszy publicznie podczas Międzynarodowego Salonu Lotniczego w Paryżu w dniach 19–25 czerwca 2017 roku, M-346FA (Fighter Attack). Jest to ewolucyjna wersja modelu M-346FT przeznaczona specjalnie do działań bojowych. Producent przewiduje zamontowanie pracującego w paśmie X radiolokatora Grifo-346 ze zmodyfikowaną anteną szczelinową. Radar ma być zdolny do pracy w kilku trybach, między innymi trybie SAR i ISAR (Inverse Synthetic-Aperture Radar). System samoobrony Praetorian DASS. Siedem węzłów podwieszeń umożliwi przenoszenie 3000 kg uzbrojenia. Samolot ma być zdolny do przenoszenia pocisków rakietowych klasy powietrze-powietrze IRIS-T, AIM-9 L/X, klasy powietrze-ziemia Brimstone, przeciwokrętowych Marte-ER jak również szerokiego wachlarza bomb lotniczych kierowanych i swobodnie spadających. Maszyna standardowo będzie przystosowana do tankowania w powietrzu. Pomimo zdecydowanie ofensywnego przeznaczenia, samolot ma zachować możliwość wykorzystania go w celach szkoleniowych, w tym symulacji systemu celowniczo-nawigacyjnego i uzbrojenia. 15 grudnia 2017 roku producent poinformował o zakończonym sukcesem pierwszym odpaleniu pocisku AIM-9L z pokładu Mastera. Do odpalenia doszło na poligonie Salto del Quirra koło Sardynii. Maszyna leciała z prędkością 0,8 Ma i znajdowała się na wysokości 2000 metrów. 30 lipca 2019 roku, podczas konferencji podsumowującej wyniki finansowe firmy, dyrektor generalny koncernu Leonardo Alessandro Profumo ogłosił, iż w tym samym miesiącu udało się zawrzeć kontrakt na dostawę sześciu maszyn typy M-346FA z nieokreślonym z nazwy odbiorcą zagranicznym.

### M-346LFFA
13 lipca 2020 roku, na przyfabrycznym lotnisku Venegono Superiore, po raz pierwszy w powietrze wzbił się M-346 LFFA. Wersja LFFA (Light Fighter Family of Aircraft) jest ostateczną konfiguracją modelu M-346 FA. Oblatany samolot o numerach seryjnych CPX625 wyposażony został w nowy, impulsowo-doplerowski radar Leonardo Grifo-m-346. Nowy system samoobrony Pretorian DASS, System łączności umożliwiający działania na sieciocentrycznym polu walki. Samolot przystosowany jest do przenoszenia szerokiej gamy uzbrojenia. Od zasobników strzeleckich, rozpoznawczych, walki radioelektronicznej, do amunicji precyzyjnej, pocisków powietrze-powietrze i powietrze-ziemia. Według danych producenta, pozyskał on już pierwszego klienta zagranicznego. Według nieoficjalnych informacji jest nim Turkmenistan.

## Państwa eksploatujące

### Włochy
- Włoskie Siły Powietrzne (AMI) postanowiły zakupić początkowo dziewięć samolotów tego typu. W listopadzie 2009 zdecydowano o zakupie sześciu sztuk (z opcją na kolejne dziewięć), rozkładając jednak dostawy na wiele lat. Odpowiednią umowę podpisano 10 listopada 2009 roku[9][17]. Pierwsza z zamówionych maszyn o numerze MM55144 została przekazana włoskiemu lotnictwu wojskowemu w listopadzie 2011 roku a druga, o numerze MM55145, w lutym 2012 roku. Obydwa samoloty trafiły do jednostki doświadczalnej lotnictwa wojskowego 311° Gruppo Reparto Sperimentale Volo w Aeroporto militare Mario de Bernardi (znana również jako baza Pratica di Mare). W bazie samoloty przeszły cykl prób mających na celu ocenę ich rzeczywistych osiągów i charakterystyk, wypracowanie procedur obsługi technicznej, testy operacyjne i eksploatacyjne[9]. Maszyny seryjne stacjonują w bazie 61° Stormo w Lecce. We wrześniu 2015 roku poinformowano o rozpoczęciu tam pierwszego regularnego kursu szkoleniowego, w którym uczestniczy pięciu włoskich lotników i jeden holenderski. W tym momencie w bazie znajdowało się sześć maszyn T-346A[18] (lokalne oznaczenie M-346). 22 grudnia 2015 roku wytwórnia podpisała umowę z urzędem zamówień wojskowych (Direzione degli Armamenti Aeronautici e per l'Aeronavigabilità – ARMAEREO) na dostawę trzech samolotów, będących częścią opcja jaką mają do wykorzystania włoskie siły powietrzne[19]. W marcu 2016 roku ogłoszono podpisanie kolejnej umowy, zwiększającej łączną liczbę zamówionych maszyn do 18 sztuk[20]. Ich dostawa zakończyła się 27 lutego 2018, kiedy to siły powietrzne odebrały ostatnią, osiemnastą zamówioną maszynę (M.M.55224/61-23). Jak poprzednie, trafiła ona do 61° Stormo[21][22]. 25 maja 2016 r. w czasie specjalnej uroczystości w bazie Lecce-Galatina poinformowano, że należące do 61° Stormo maszyny T-346A zaliczyły łączny czas 1000 godzin lotu[23].

### Singapur
- Siły Powietrzne Republiki Singapuru (RSAF) wybrały samolot M-346 jako następca samolotu TA-4SU Skyhawk podpisując 28 września 2010 roku umowę na ich zakup[24][25]. Uroczystość wytoczenia z hangaru (roll out) pierwszego egzemplarza samolotu przeznaczonego dla Singapuru odbyła się 6 sierpnia 2012 roku. Szkolenie singapurskich pilotów na Masterach rozpoczęto w marcu 2013 roku[26]. Pierwszy z zamówionych samolotów (nr 322) został dostarczony w sierpniu 2012 roku[9]. Szkolenie singapurskich pilotów na Masterach rozpoczęto w marcu 2013 roku. Ostatnie dwa egzemplarze z zamówionych maszyn dostarczono w marcu 2014 roku[26]. 12 samolotów stacjonuje w bazie Cazaux we Francji, gdzie szkoleni są piloci z Singapuru w ramach 150. Dywizjonu Sił Powietrznych Singapuru[27]. 5 września 2014 formalnie zainaugurowano służbę pełnego szwadronu, jednocześnie informując, że już w czerwcu maszyny osiągnęły łączny czas tysiąca godzin lotu bez żadnego wypadku[28]. W 2018 roku szkolna jednostka stacjonująca w Cazaux obchodziła dwudziestolecie swojej obecności we Francji. Z tej okazji singapurski M-346 wzięły udział w paradzie wojskowej odbywającej się 14 lipca w trakcie Dnia Bastylii w Paryżu[29].

### Izrael

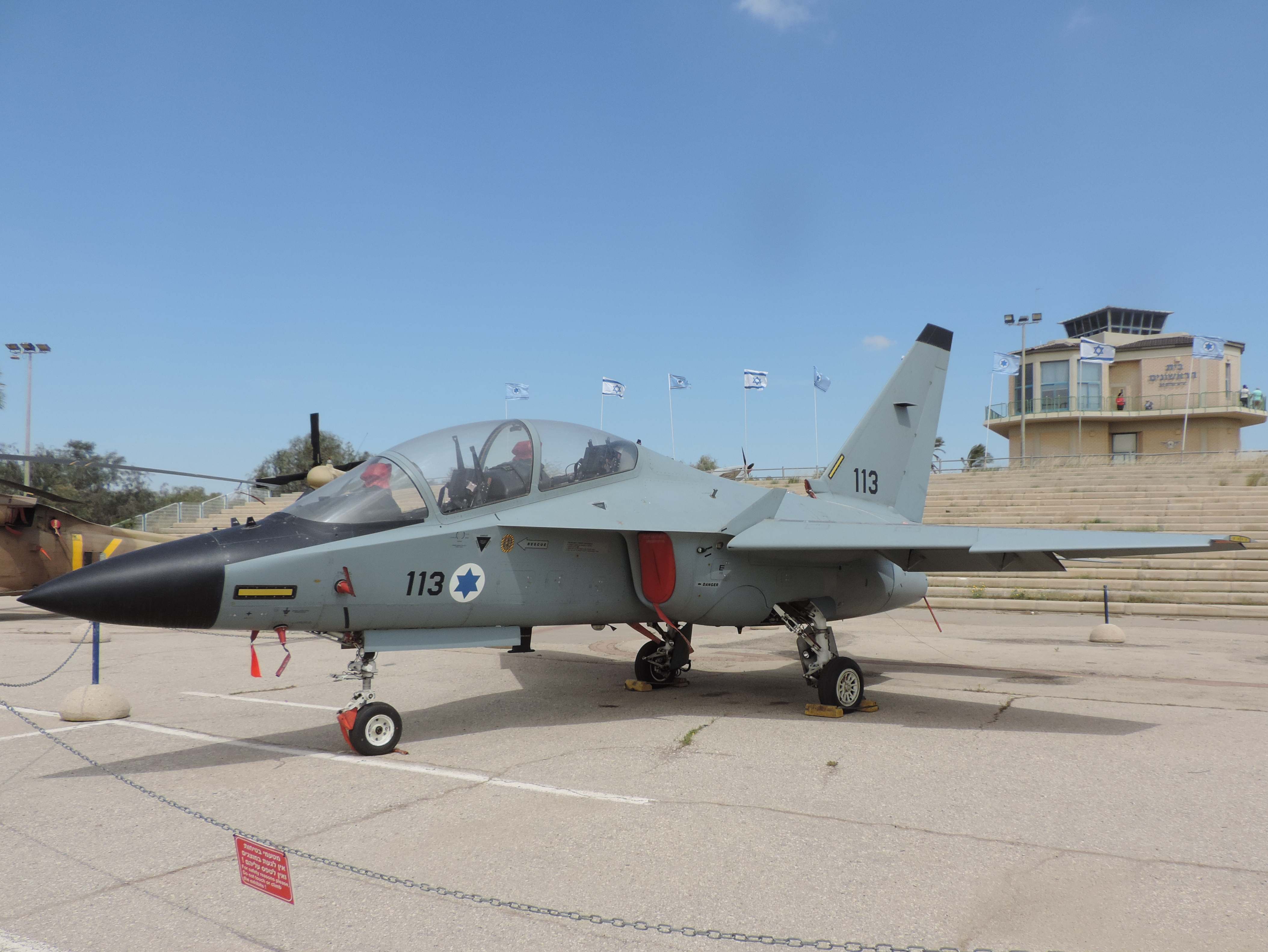
Izraelski M-346

- 16 lutego 2012 roku izraelskie Ministerstwo Obrony oficjalnie poinformowało, iż zwycięzcą konkursu na nowy samolot szkolenia zaawansowanego i taktyczno-bojowego został włoski Master. Samoloty staną się własnością konsorcjum TOR, będącego wspólnym przedsięwzięciem Elbit Systems i Israel Aerospace Industries. Konsorcjum ma sprzedawać izraelskim siłom powietrznym godziny lotu, niezbędne do realizacji zadań szkoleniowych[30]. 19 lipca 2012 roku Siły Powietrzne Izraela (IAF) podpisały kontrakt na dostawę 30 nowych samolotów szkolnych M-346 Lavi wartych 1,1 miliard USD, które zastąpią wykorzystywane TA-4 Ahit[31][32]. Produkt włoskiej wytwórni w pokonanym polu pozostawił uczestniczące w przetargu samoloty T-50 Golden Eagle i Boeing T-45TS Goshawk. Kontrakt obejmuje nie tylko same samoloty, ale również naziemny system szkolenia oraz pakiet logistyczny. Z kolei strona włoska, zobowiązała się w umowie do zakupu izraelskiej produkcji satelity rozpoznawczego OPTSAT-3000 oraz dwóch samolotów Gulfstream G550 w wersji CAEW (Conformal Airborne Early Warning), które do wersji CAEW doprowadza Israel Aerospace Industries[1]. Pierwsza z maszyn została zaprezentowana publicznie na uroczystości 20 marca 2014, która odbyła się w zakładach Alenia Aermacchi w Venegono Superiore[33][34]. Dwa pierwsze egzemplarze dostarczono 9 lipca 2014[35], zapowiadając jednocześnie, że do końca 2014 roku będzie ich siedem, 15 kolejnych trafi do odbiorcy w 2015, a reszta w 2016[36]. W ramach przygotowań personelu latającego do eksploatacji samolotu, 22 września 2014 roku w bazie Chacerim otwarto ośrodek szkolenia dysponujący czterema symulatorami lotu samolotem[37]. 20 stycznia 2015 roku Siły Powietrzne Izraela poinformowały o rozpoczęciu szkolenia pierwszej grupy pilotów na samolotach M-346[38]. 7 czerwca 2016 r. w fabryce w Venegono uroczyście przekazano ostatni, trzydziesty egzemplarz M-346 dla Izraela. Przy tej okazji podano, że eksploatowane przez ten kraj maszyny wykonały dotąd ponad 10 tysięcy lotów, przebywając w powietrzu łącznie przeszło 7,5 tysiąca godzin[39]. Obok zadań wypełniania zadań szkoleniowych dla pilotów sił powietrznych, izraelskie M-346 mają zostać użyte również do szkolenia operatorów systemów pokładowych i uzbrojenia. W tym celu samoloty przeszły modernizację oprogramowania samolotu, pozwalającą na przenoszenie dodatkowych zbiorników paliwa oraz szkolnych środków bojowych[40].

### Polska

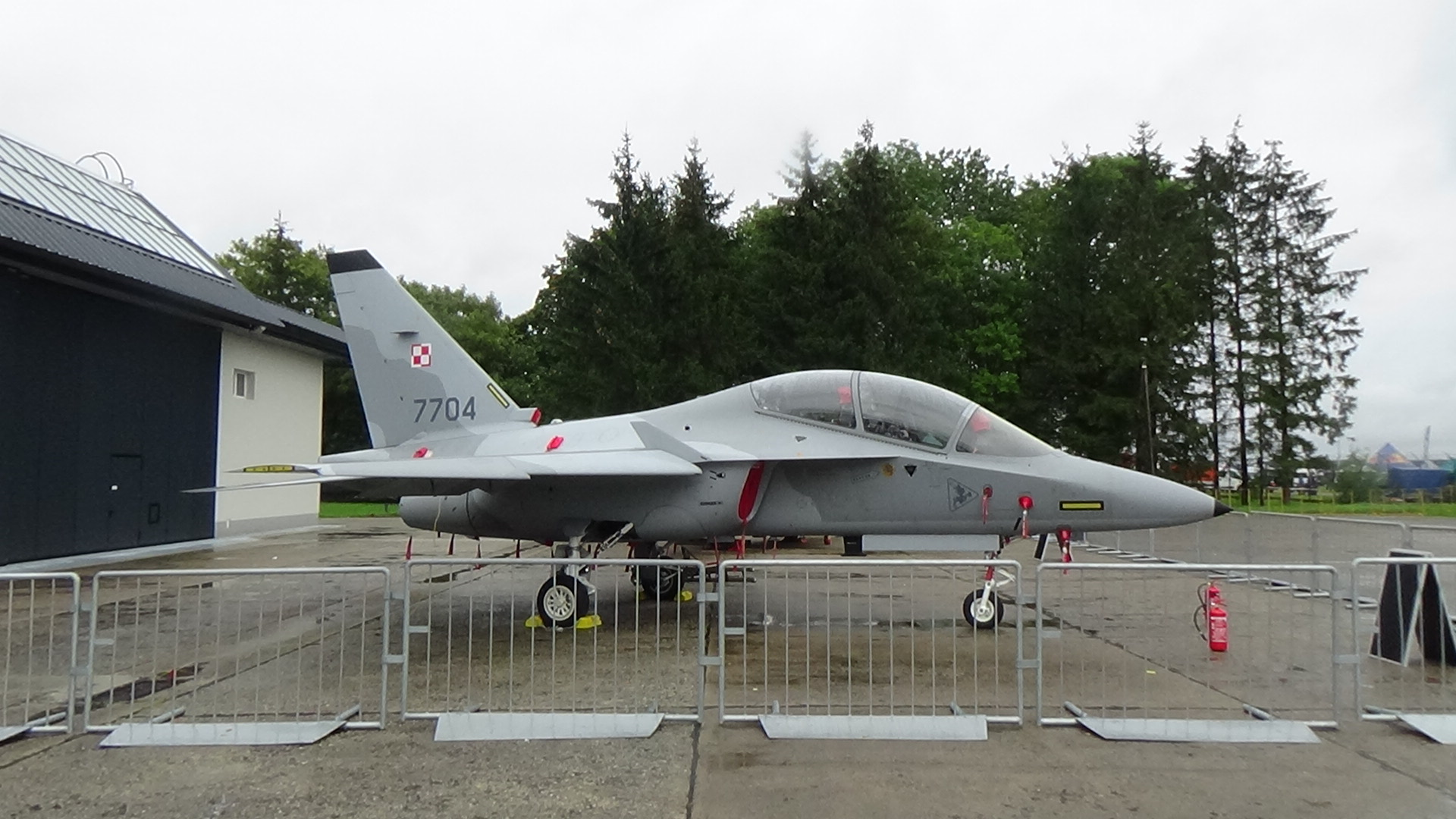
Polski M346 Bielik

- W latach 80. XX wieku zakładano, iż samolot mający zastąpić w użyciu maszyny TS-11 Iskra ma być zdolny nie tylko do wypełniania zadań szkolno-treningowych, ale również realizowania misji uderzeniowo-rozpoznawczych. Według tej koncepcji powstał samolot szkolno-bojowy I-22 Iryda. Dalszym rozwinięciem przyjętej strategii roli samolotu przeznaczonego do szkolenia zaawansowanego była zaawansowany samolot szkolno-bojowy i szkolenia taktyczno-bojowego LIFT (Lead-In Fighter Trainer). Miała być to maszyna przeznaczona do szkolenia pilotów ale również dzięki wyposażeniu w stację radiolokacyjną i możliwości przenoszenia precyzyjnego uzbrojenia, zdolna do realizacji zadań bliskiego wsparcia, a nawet zadań myśliwskich. Tak rozbudowane wymagania i liczba samolotów, 16, które miały zasilić siły zbrojne, sprawiły, że cena jaką należałoby zapłacić za samoloty, była nie do zaakceptowania. Tym samym w październiku 2011 roku odrzucono oferty pozostałych na placu boju Korea Aerospace Industries i jej KAI T-50 Golden Eagle oraz Alenia Aermacchi z M-346[41]. 3 kwietnia 2012 roku Inspektorat Uzbrojenia opublikował zapytanie o informacje dotyczącą zakupu szesnastu (liczbę tę zredukowano do ośmiu, z opcją na zakup kolejnych czterech samolotów) maszyn szkolenia zaawansowanego AJT (Advanced Jet Trainer). Tym razem jednak już bez radaru i możliwości przenoszenia uzbrojenia oraz aktywnego układu sterowania, co miało znacząco wpłynąć na redukcję ceny. Samolot miał się charakteryzować kabiną w układzie tandem, zdolnością do działań w każdych warunkach atmosferycznych w dzień i w nocy, dysponować klasycznym, chowanym podwoziem z przednim podparciem i sterowanym kołem przednim. Wymagano również aby nowa maszyna pozwalała na realizację zaawansowanego programu szkoleniowego, również z symulacją uzbrojenia, prędkością w locie poziomym nie mniejszą niż 800 km/h, zdolną do osiągnięcia wysokości co najmniej 12 000 m i prędkością wznoszenia nie mniejszą niż 40 m/s. Obok podstawowego produktu jakim miał być nowy samolot, zapytanie wymagało od producenta również symulatora do szkolenia lotniczego, pakietu szkoleniowego, symulatora awaryjnych procedur i symulatora dla personelu naziemnego obsługującego samolot[42].

Do ogłoszonego oficjalnie 25 lutego 2013 roku przetargu stanęły firmy Aero Vodochody i jej Aero L-159 Alca, BAE Systems z Hawkiem AJT, Lockheed Martin UK odpowiedzialny za promocje i sprzedaż koreańskiego T-50 oraz Alenia Aermacchi z M-346. Oficjalna lista uczestników przetargu, którzy złożyli swoje oferty, została ogłoszona przez Ministerstwo Obrony Narodowej 2 kwietnia 2013 roku. 7 czerwca 2013 roku Inspektora Uzbrojenia zakończył przyjmowanie ofert wstępnych, w tym samym miesiącu z przetargu wycofała się Aero Vodochody. 15 października 2013 roku Ministerstwo Obrony Narodowej poinformowało o zaproszeniu uczestniczących dalej w postępowaniu przetargowym producentów do złożenia ostatecznych ofert. Do 20 listopada 2013 roku biorące udział w przetargu firmy musiały przedstawić swoje oferty cenowe. W tym dniu nastąpiło otwarcie ofert; 23 grudnia 2013 roku Inspektorat Uzbrojenia zakończył ich weryfikacje pod kątem ceny przetargu. Oferta Alenia Aermacchi była najkorzystniejsza spośród startujących w przetargu firm i jako jedyna zmieściła się w zakładanym przez ministerstwo budżecie 1,2 mld PLN. Najdroższy był T-50, którego cena wraz ze wszystkimi dodatkowymi pakietami wyniosła 1 802 757 431 zł, a potem Hawk w cenie 1 754 006 167 zł za całość. Oferta włoska ostatecznie zamknęła się w cenie 1 167 754 500 zł (około 280 milionów Euro). Tym samym jako jedyna, przeszła do kolejnego etapu przetargu jakim były testy, które miały być wykonane w Dęblinie na terenie 41 Bazy Lotnictwa Szkolnego z udziałem przedstawicieli komisji przetargowej. Seryjny M-346, za sterami którego siedzieli piloci Quirino Bucci i Enrico Scarabotto przyleciał do Dęblina 3 lutego 2014 roku. Dzień później, 4 lutego, M-346 wykonał dwa loty testowe, podczas których zweryfikowano jego prędkość lotu, prędkość wznoszenia, zakres przeciążań w jakich maszyna może funkcjonować, pułap praktyczny, obciążenie ciągu, działanie systemów awioniki samolotu. Pomyślnie przeprowadzone próby otworzyły drogę do finalizacji przetargu i podpisania umowy.
W wyniku przetargu na Zintegrowany System Szkolenia Zaawansowanego, Ministerstwo Obrony Narodowej wybrało M-346 Bielik jako nowy odrzutowy samolot szkolny, który ma zastąpić wysłużone TS-11 Iskra. Kontrakt podpisano 27 lutego 2014 w Sali balowej Pałacu Jabłonowskich mieszczącej się na terenie Wyższej Szkoły Oficerskiej Sił Powietrznych w Dęblinie. Umowę, w obecności ambasadora Włoch Riccarda Guariglii, wiceministra obrony narodowej Czesława Mroczka, Dowódcy Generalnego Rodzajów Sił Zbrojnych generała Lecha Majewskiego, inspektora Sił Powietrznych generała Jana Śliwki i dowódcy Włoskich Sił Powietrznych generała Pasquale Preziosa, podpisali szef Inspektoratu Uzbrojenia generał brygady Sławomir Szczepaniak i prezes generalny ds. sprzedaży Alenia Aermacchi Massimo Ghione. Umowa obejmuje dostawę 8 samolotów wraz z pakietem technicznym i logistycznym oraz wsparcie szkolenia naziemnego załóg lotniczych. Opcjonalnie przewidziano zakup kolejnych 4 maszyn. 3 września 2014 podczas XXIII Międzynarodowego Salonu Przemysłu Obronnego w Kielcach przedstawiciel producenta poinformował, że rozpoczęto już pierwsze prace przy kompletacji pierwszego egzemplarza samolotu dla Polski. W lipcu 2015 roku zaprezentowano wzór malowania uzgodniony ze stroną polską. 6 czerwca 2016 r. w zakładach w Venegono odbyła się uroczystość roll-out, czyli opuszczenie linii produkcyjnej przez pierwszy samolot M-346 dla Polski. W uroczystości wzięli udział Wiceminister Obrony Narodowej Bartosz Kownacki, podsekretarz stanu Ministerstwa Obrony Włoch Gioacchino Alfano, Inspektor Polskich Sił Powietrznych generał brygady Tomasz Drewniak oraz dyrektor zarządzający Leonardo-Finmeccanica Aircraft Filippo Bagnato. Maszyna nosiła numer taktyczny 7701, pozbawiona była jeszcze niektórych elementów wyposażenia jak np. foteli wyrzucanych. Miesiąc później, 4 lipca 2016 r., na przyfabrycznym lotnisku maszyna po raz pierwszy wzbiła się w powietrze. Samolot wystartował o godzinie 15:30 i po 40 minutach wylądował. Za sterami maszyny zasiadali pilot testowy firmy Leonardo Quirino Bucci i inżynier pokładowy  Giovanni Paganini. Podczas oblotu samolot pozbawiony był polskich szachownic, a miał naniesione tymczasowe znaki rejestracyjne. Pierwsze dwa egzemplarze M-346 zostały dostarczone do Dęblina 14 listopada 2016. Były to maszyny numerach taktycznych: 7702 i 7703 i numerach fabrycznych CSX55210 i CSX55211. Przed lądowaniem na terenie 41 Bazy Lotnictwa Szkolnego w Dęblinie samoloty były eskortowane przez cztery TS-11 Iskra z zespołu akrobacyjnego Biało-Czerwone Iskry. Maszyny zostały przyprowadzone do Polski przez pilotów fabrycznych firmy Leonardo, ale obok włoskich pilotów w locie uczestniczyli również polscy piloci-instruktorzy, podpułkownik pilot Konrad Madej i major pilot Tomasz Czerwiński. Obydwaj byli uczestnikami kursu instruktorsko-pilotażowego, jaki odbył się we Włoszech dla sześciu polskich pilotów. Odbiór samolotów wstrzymano, gdyż nie mogły one symulować uzbrojenia zgodnie z założeniami umowy. Problemy dotyczą rakiet powietrze-powietrze AIM-9X i AIM-120C, powietrze-ziemia/woda AGM-84, AGM-88, AGM-65G2, bomb kierowanych: GBU-12E/B, GBU-38, GBU-31 oraz zasobników szybujących AGM-154. Większość z tych typów uzbrojenia jest używana na polskich F-16. Producent poświęcił blisko rok na usunięcie braków w oprogramowaniu symulującym wymienione uzbrojenie. 11 października 2017 roku do Dęblina przybyły kolejne dwie maszyny, o numerach 7705 i 7706. Kilka dni później, 17 października przybył samolot o numerze 7707, 26 października tego samego roku następny, o numerze  7704 a 30 października 2017 roku, ostatnie dwie z zamówionych maszyn dotarły do 41. Bazy Lotnictwa Szkolnego w Dęblinie. Były to samoloty oznaczone numerami 7701 i 7708.
W dniach 26–27 sierpnia 2017 roku z polskimi M-346 miała okazję zapoznać się publiczność zgromadzona na Radom Air Show. W pokazach wzięły udział dwie maszyny. Jedna z nich prezentowana była na wystawie statycznej, a druga wzięła udział w pokazach w locie.
21 grudnia 2017 roku, sekretarz stanu w Ministerstwie Obrony Narodowej Bartosz Kownacki potwierdził, iż odebrano wszystkie osiem zamówionych samolotów.
10 stycznia 2018 roku Ministerstwo Obrony Narodowej wysłało do producenta Masterów zaproszenie do negocjacji w sprawie wykorzystania opcji zakupu kolejnych czterech maszyn o czym poinformował dzień później Inspektorat Uzbrojenia. Zgodnie z komunikatem koncernu Leonardo, 27 marca 2018 roku Inspektorat Uzbrojenia podpisał umowę na dostawę czterech samolotów do 31 października 2020 roku. Obok samolotów, nowa umowa zakłada również dostawę pakietu logistycznego oraz siedmiu stanowisk symulatorowych. Umowa przewiduje również dostawę kolejnych czterech maszyn.
W dniu 24 listopada 2018 roku podczas uroczystości w Dęblinie, polskim M-346 nadano imię „Bielik”. Matką chrzestną została Agata Kornhauser–Duda.
14 grudnia 2018 roku Ministerstwo Obrony Narodowej ogłosiło oficjalnie decyzję zwierzchnika tego resortu o zakupie dla polskiej armii czterech samolotów szkoleniowych M-346 Bielik w ramach realizacji opcji. Umowa przewidywała również dodatkowe elementy pakietu logistycznego, oraz dokonanie modernizacji systemu identyfikacji „swój-obcy” (IFF) do najnowszego standardu NATO STANAG 4193 Edition 3 we wszystkich posiadanych przez polskie siły powietrzne maszynach M-346 Bielik.
Dostawa czterech maszyn nastąpiła w październiku i listopadzie 2020 roku. Natomiast maszyny z partii objętej ostatnią umową zostały dostarczone w sierpniu 2022 roku, o czym jednak poinformowano dopiero w grudniu tego roku, gdy zakończyły się ich odbiory oraz modyfikacja systemów wcześniej dostarczonych samolotów.
W czasie realizacji tych umów koncern Leonardo intensywnie przekonywał MON do zamówienia eskadry samoltów M-346 w wersji uzbrojonej, argumentując, że będą one doskonałym zamiennikiem kończących służbę poradzieckich maszyn Su-22. Jednak w lipcu 2022 Najwyższa Izba Kontroli opublikowała raport z realizacji budżetu państwa w 2021 r., gdzie w części "Obrona narodowa" oraz wykonania planów finansowych Funduszu Modernizacji Sił Zbrojnych stwierdzono m.in. że "połowa samolotów M-346 „Bielik” była niesprawna", a "ponad 40% absolwentów kończących w latach 2019–2020 studia o specjalności pilot samolotu odrzutowego (PSO) nigdy nie szkoliło się na samolocie odrzutowym". M. in. niską sprawnością "Bielików"  MON argumentował decyzję o zakupie koreańskich lekkich mysliwców FA-50 (decyzja została podjęta bez przetargu).
12 lipca 2024 r. samolot M-346 Bielik nr boczny 7714 należący do 41 Bazy Lotnictwa Szkolnego rozbił się na lotnisku Gdynia-Babie Doły.

### Holandia
- Chociaż Królewskie Holenderskie Siły Powietrzne nie są użytkownikiem samolotów włoskiego producenta, to ich piloci biorą udział, wraz ze swoimi włoskimi kolegami, w szkoleniu lotniczym prowadzonym na terenie Włoch z wykorzystaniem należących do Włoskich Sił Powietrznych samolotów M-346. Dzieje się tak dzięki międzyrządowemu porozumieniu o jakim poinformowała Alenia Aermacchi 11 maja 2015 roku. Rządy Włoch i Holandii doszły do porozumienia w sprawie wspólnego programu ćwiczeń i szkoleń pilotów obydwu krajów. Ujednolicenia szkolenia na samolotach odrzutowych było możliwe między innymi dzięki temu, iż w przyszłości obydwa państwa będą użytkownikami tego samego typu samolotu bojowego – Lockheed Martin F-35 Lightning II[64].

### Nigeria
- 27 maja 2023 roku Nigeria oficjalnie potwierdziła fakt zakupu 24 maszyn typu M-346FA. Pierwsze informacje jakoby kraj faktycznie nabył włoski produkt, pojawiły się już w 2021 roku. Samolot będzie wykorzystywany do zaawansowanego szkolenia, przed przejściem pilotów na naddźwiękowe, będąca na stanie nigeryjskiego lotnictwa Chengdu J-7 i JF-17. Obok zadań szkolnych, M-346FA może wypełniać misje bliskiego wsparcia, Nigeria może użyć nowych maszyn w walce z islamskimi ekstremistami[65].

### Austria
- 28 grudnia 2024 roku, austriacka minister obrony Klaudia Tanner ogłosiła plan pozyskania dwunastu maszyn M-346FA. Samoloty mają realizować zadania szkoleniowe jak również pełnić rolę lekkich maszyn bojowych[66].

## Przyszły i potencjalny eksport

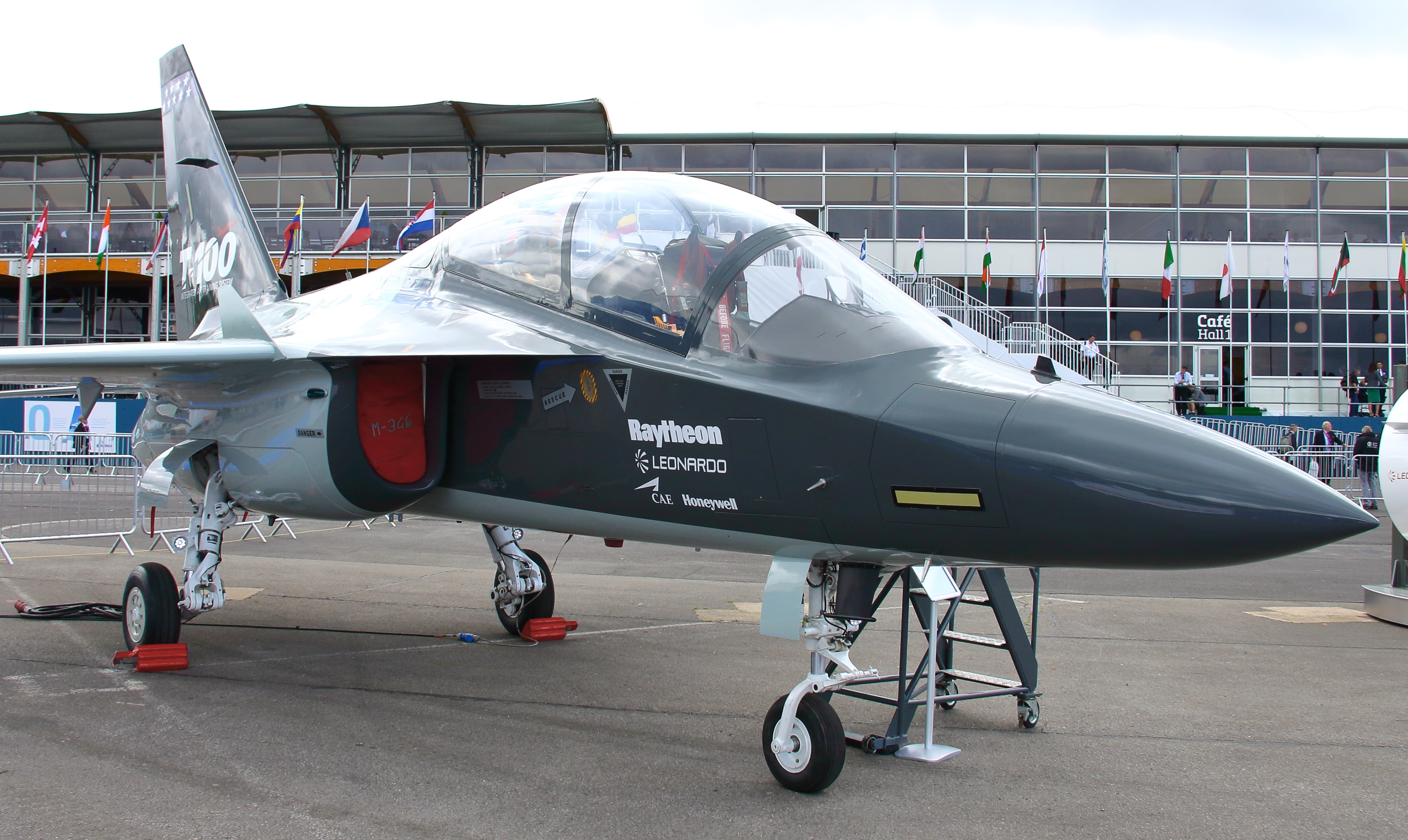
Makieta T-100

- W styczniu 2013 roku, Alenia Aermacchi oraz amerykański General Dynamics ogłosiły podpisanie listu intencyjnego w sprawie utworzenia konsorcjum, którego celem była współpraca w programie T-X i zwycięstwo w konkursie na nowy samolot szkolno-treningowy dla United States Air Force (USAF). Firmy miały zaoferować amerykańskiemu lotnictwu samolot T-100, bo takie oznaczenie otrzymał M-346, zmodyfikowany pod kątem wymagań US Air Force. Wiodącą rolę w konkursie przyjął na siebie General Dynamics. W lutym 2014 roku do konsorcjum dołączyła amerykańska filia kanadyjskich zakładów CAE Inc. specjalizująca się w produkcji symulatorów lotniczych. 26 marca 2015 roku General Dynamics wycofał się z pozycji wiodącego partnera w konsorcjum a następnie całkowicie zrezygnował z udziału w całym przedsięwzięciu. Decyzja amerykańskiej firmy nastąpiła po opublikowaniu przez USAF wstępnych warunków technicznych jakie będzie musiał spełniać nowy samolot szkolny. General Dynamics nie widział szans na sukces, biorąc pod uwagę samoloty konkurencyjnych firm startujących w konkursie i rosnący stopień komplikacji projektu T-100. Miejsce dominującego partnera w konsorcjum zajęła amerykańska firma Raytheon, która ogłosiła swoją decyzję 22 lutego 2016 roku[67]. Jednak już rok później, 25 stycznia 2017 roku Raytheon wycofał się ze współpracy motywując swoją decyzję niemożnością dojścia do porozumienia biznesowego ze swoim włoskim partnerem. Według nieoficjalnych źródeł, Raytheon zainteresowany był pozyskaniem technologii produkcji niektórych, istotnych elementów samolotu, na co nie wyraził zgody koncern Leonardo. Wobec utraty amerykańskich partnerów, 8 lutego 2017 roku, włoski koncern ogłosił, że przystępuje do konkursu poprzez swojego amerykańskiego przedstawiciela, firmę Leonardo DRS. Pomimo zawirowań, amerykański oddział CAE Inc. pozostał w konsorcjum[68]. 27 września 2018 roku, oficjalnie ogłoszono, iż to produkt konsorcjum Boeinga i Saaba Boeing T-X został zwycięzcą w programie T-X i zastąpi T-38 w roli samolotu szkolno-treningowego w amerykańskich siłach powietrznych[69].
- Siły Powietrzne Zjednoczonych Emiratów Arabskich rozpoczęły negocjacje z firmą Aermacchi w lutym 2009 w sprawie dostawy 48 samolotów tego typu na wyposażenie sił powietrznych (20 szkolnych, 20 wsparcia bojowego i 8 dla grupy akrobacyjnej). Rozmowy zakończyły się sukcesem i ostateczna umowa miała być podpisana podczas Dubai Airshow w listopadzie 2009 roku. Zjednoczone Emiraty Arabskie (ZEA) miały zostać pierwszym zagranicznym użytkownikiem samolotu. Jednym z warunków podpisania kontraktu miało być powołanie do życia spółki joint-venture pomiędzy włoskim producentem, firmą Alenia Aeronatica a lokalnym partnerem, firmą Mubadala Development Co. w celu uruchomienia montowni samolotów w ZEA[70]. Tymczasem w ostatniej chwili Zjednoczone Emiraty Arabskie odwołały uroczystość bez podania przyczyny i do podpisania kontraktu nie doszło a do rozmów dopuszczono ponownie koreańskie T-50. Dotąd jednak żaden kontrakt nie został podpisany. Według nieoficjalnych doniesień, powodem decyzji Emiratów były kontrowersje związane z finansowaniem prac nad wersją bojową Mastera, która wówczas jeszcze nie istniała[7][71]. Oficjalne stanowisko Zjednoczonych Emiratów Arabskich ujawniono 27 stycznia 2010 roku. ZEA poinformowały, iż zawieszają rozmowy z włoskim producentem, z powodu rozbieżności co do zawartości umowy pomiędzy Alenia Aermacchi a Emiratami. Zdaniem Emiratów, Alenia potraktowała niektóre elementy umowy jako dodatkowe opcje, płatne dodatkowo. Tymczasem Emiraty uznały owe elementy jako nierozerwalne części całej umowy[72].

## Katastrofy i wypadki
- 12 lipca 2024 roku o godz. 13:05 na lotnisku Gdynia-Babie Doły rozbił się M-346 Bielik o numerze bocznym 7714. W wypadku zginął mjr pil. Robert Jeł z 41 Bazy Lotnictwa Szkolnego, który wykonywał lot treningowy przygotowując się do pokazów z okazji 30-lecia Brygady Lotnictwa Marynarki Wojennej[73][74].